# 滝尾村 (大分県)
滝尾村（たきおむら）は、大分県大分郡にあった村。現在の大分市の一部にあたる。

## 地理
大分川の右岸に位置していた。

## 歴史
- 1889年（明治22年）4月1日、町村制の施行により、大分郡津守村、片島村、曲村、下郡村、羽田村が合併して村制施行し、滝尾村が発足[1][2]。旧村名を継承した津守、片島、曲、下郡、羽田の5大字を編成[2]。
- 1893年（明治26年）10月14日、大洪水（明治26年の台風）で大きな被害を受けた[2]。
- 1939年（昭和14年）8月15日、大分市に編入され廃止[1][2]。

## 産業
- 農業

## 交通

### 鉄道
- 1914年（大正3年）4月1日、犬飼軽便鉄道（現豊肥本線）大分～中判田間開通し滝尾駅開設[2]。